# Festival de cinéma européen des Arcs 2019
Le Festival de cinéma européen des Arcs 2019, 11e édition du festival, se déroule du 14 au 21 décembre 2019.

## Déroulement et faits marquants
Le palmarès est dévoilé le 21 décembre 2019 : la Flèche de Cristal est décernée au film ukrainien Atlantis de Valentyn Vasyanovych. Le Grand prix du jury est décerné à Rocks de Sarah Gavron.

## Jury

### Longs métrages
- Guillaume Nicloux (Président du jury) : auteur et réalisateur  France
- Santiago Amigorena : producteur  Argentine
- Ildikó Enyedi : réalisatrice et artiste conceptuelle  Hongrie
- Nina Hoss : actrice  Allemagne
- Atiq Rahimi : auteur et réalisateur  Afghanistan

### Courts métrages
- Houda Benyamina (Présidente du jury) : scénariste et réalisatrice  France
- Agathe Bonitzer : actrice  France
- Aurélie Chesné : conseilleur de programme courts métrages chez France Télévision
- Aude Gogny-Goubert : auteur, actrice et réalisatrice  France
- Guillaume Gouix : acteur  France
- Kacey Mottet Klein : acteur  France
- Olga Pärn : directrice artistique et professeur  Estonie

## Sélection

### En compétition
- La hija de un ladrón de Belén Funes  Espagne
- Echo (Bergmál) de Rúnar Rúnarsson  Islande
- Lynn + Lucy de Fyzal Boulifa  Royaume-Uni
- Atlantis de Valentyn Vasyanovych  Ukraine
- Instinct de Halina Reijn  Pays-Bas
- O Fim do Mundo de Basil da Cunha  Suisse
- Benni (Systemsprenger) de Nora Fingscheidt  Allemagne
- Invisible de Ignas Jonynas  Lituanie
- Rocks de Sarah Gavron  Royaume-Uni
- Lara Jenkins de Jan-Ole Gerster  Allemagne

### Focus Finlande et pays baltes
- Autumn Ball de Veiko Õunpuu  Estonie
- Mother de Kadri Kõusaar  Estonie
- Olli Mäki (Hymyilevä mies) de Juho Kuosmanen  Finlande
- Le Havre de Aki Kaurismäki  Finlande
- Programme de courts métrages de Priit Pärn  Estonie
- Tom of Finland de Dome Karukoski  Finlande
- Mellow Mud de Renārs Vimba  Lettonie
- Rocks in My Pockets de Signe Baumane  États-Unis
- Modris de Juris Kursietis  Lettonie
- Sasha was here de Ernestas Jankauskas  Lituanie

### Playtime
- Disco de Jorunn Myklebust Syversen  Norvège
- Patrick (De Patrick) de Tim Mielants  Belgique
- Sanctuary de Álvaro Longoria  Espagne
- La Communion (Boże Ciało) de Jan Komasa  Pologne
- Pelican Blood (Pelikanblut) de Katrin Gebbe  Allemagne
- Sing Me a Song de Thomas Balmès  France
- Notre-Dame du Nil de Atiq Rahimi  France
- Il primo re de Matteo Rovere  Italie

### Hauteur
- La Maison d'Aga de Lendita Zeqiraj  Kosovo
- Kongo de Hadrien La Vapeur et Corto Vaclav  France
- Nocturnal de Nathalie Biancheri  Royaume-Uni
- Douze mille de Nadège Trebal  France
- Let there be light de Marko Škop  Slovaquie
- Stitches de Miroslav Terzić  Serbie
- Tommaso de Abel Ferrara  Italie

## Palmarès
- Flèche de Cristal : Atlantis de Valentyn Vasyanovych
- Grand Prix du Jury : Rocks de Sarah Gavron
- Prix du Public : Benni (Systemsprenger) de Nora Fingscheidt
- Prix d'Interprétation féminine (ex æquo) : Nichola Burley et Roxanne Scrimshaw pour leurs rôles dans Lynn + Lucy; et Carice van Houten pour son rôle dans Instinct
- Prix de l'Interprétation masculine :
- Prix de la Meilleure musique originale : Kjartan Sveinsson pour Echo
- Prix de la Meilleure photographie : Basil da Cunha pour O Fim do Mundo
- Prix du Jury Presse : Lara Jenkins de Jan-Ole Gerster
- Prix du Jury Jeune : Instinct de Halina Reijn
- Prix Cineuropa : Instinct de Halina Reijn
- Prix du meilleur court métrage : Beats de Aasne Vaa Greibrokk